# Angela Chalmers
Angela Frances Chalmers, później Espinoza (ur. 6 września 1963 w Brandon) – kanadyjska lekkoatletka, specjalizująca się w biegach średniodystansowych i długodystansowych, dwukrotna uczestniczka igrzysk olimpijskich w latach 1988 i 1992, brązowa medalistka olimpijska z 1992 z Barcelony, w biegu na 3000 metrów.

## Finały olimpijskie
- 1988 – Seul, bieg na 3000 m – 14. miejsce
- 1992 – Barcelona, bieg na 3000 m – brązowy medal

## Inne osiągnięcia
- mistrzyni Kanady w biegu na 1500 m – 1989, 1990, 1993, 1994
- mistrzyni Kanady w biegu na 3000 m – 1994[1]
- mistrzyni NCAA w przełajach (1986)[2]
- 1985 – Kobe, uniwersjada – brązowy medal w biegu na 3000 m
- 1987 – Indianapolis, igrzyska panamerykańskie – srebrny medal w biegu na 3000 m
- 1990 – Auckland, Igrzyska Wspólnoty Narodów – dwa złote medale, w biegach na 1500 m oraz 3000 m
- 1993 – Stuttgart, mistrzostwa świata – 5. miejsce w biegu na 1500 m
- 1994 – Victoria, Auckland, Igrzyska Wspólnoty Narodów – złoty medal w biegu na 3000 m
- 1994 – Paryż, finał Grand Prix IAAF – I m. w biegu na 1500 m
- 1995 – Göteborg, mistrzostwa świata – 4. miejsce w biegu na 1500 m

## Rekordy życiowe
- bieg na 800 m – 2:04,95 – Melbourne 25/02/1998
- bieg na 1000 m – 2:34,99 – Victoria 19/08/1994
- bieg na 1500 m – 4:01,61 – Paryż 03/09/1994
- bieg na milę – 4:24,91 – Oslo 06/07/1991
- bieg na 2000 m – 5:34,49 – Sheffield 04/09/1994 (były rekord Kanady)
- bieg na 3000 m – 8:32,17 – Victoria 23/08/1994 (rekord Kanady)
- bieg na 10 km – 31:05 – Vancouver 21/04/1996